# 迪恩·C·戴维斯
迪恩·钱德勒·戴维斯（英語：Deane Chandler Davis，1900年11月7日—1990年12月8日）是美国佛蒙特州律师及保险业高管，长期活跃于共和黨政坛，其最为人知的经历是在1969年至1973年间担任佛蒙特州第74任州长。

## 早年生活
迪恩·戴维斯于1900年11月7日出生于佛蒙特州东巴里，是厄尔·拉塞尔·戴维斯和洛伊斯·萨洛米·希勒里的儿子。厄尔·戴维斯也是律师，曾担任华盛顿县地方检察官和县遗嘱法官。
戴维斯年轻时在巴里的学校就读，并于1918年从斯波尔丁高中毕业。根据戴维斯在1978年的一次采访中所述，他原本打算在高中毕业后继续上大学，但在当年的流感大流行期间患病，直到九月份才康复。在寻找可以就读的大学时，戴维斯希望找到一所拥有第一次世界大战时期学生军训练团项目的学校，以便支付其开销。他发现东海岸唯一符合这一要求的学校是波士顿大学法学院，而该学院要求学生具备两年的文科教育背景。法学院院长同意让戴维斯入学，前提是他需要同时完成文科课程要求。戴维斯在法学院学习的同时参与了学生军训练团项目，并于1922年获得法学学士学位，随后在巴里担任律师。

## 职业生涯
戴维斯是共和党人，曾担任包括市议员和市检察官在内的地方性职务。1927年至1928年，戴维斯担任华盛顿县地方检察官。1931年至1936年，戴维斯担任佛蒙特州高级法院法官，接替因华纳·A·格雷厄姆被任命为佛蒙特州最高法院法官而产生的空缺。作为共和党的领导者，戴维斯还作为代表参加了众多州级和全国性的大会，包括1948年共和党全国大会。
在20世纪30年代，戴维斯与斯坦利·C·威尔逊、F·雷·凯泽及J·沃德·卡弗共同开展法律实践。他们的团队被誉为佛蒙特州“有史以来最杰出的法律人才团队”，其中包括一位未来的佛蒙特州最高法院法官（凯泽）、一位前任州长和一位未来州长（威尔逊与戴维斯），以及一位佛蒙特州前司法部长（卡弗）。
戴维斯于1940年结束私人执业，转而担任国家人寿保险公司的总法律顾问。1942年至1943年期间，他担任佛蒙特商会会长。1942年10月，他接替约瑟夫·麦克纳马拉，成为佛蒙特律师协会的会长，任期为一年。1943年，他被任命为国家人寿保险公司的副总裁。他于1950年升任总裁，并于1960年至1966年担任首席执行官。1966年至1968年，戴维斯担任国家人寿保险公司的董事会主席。

## 佛蒙特州州长

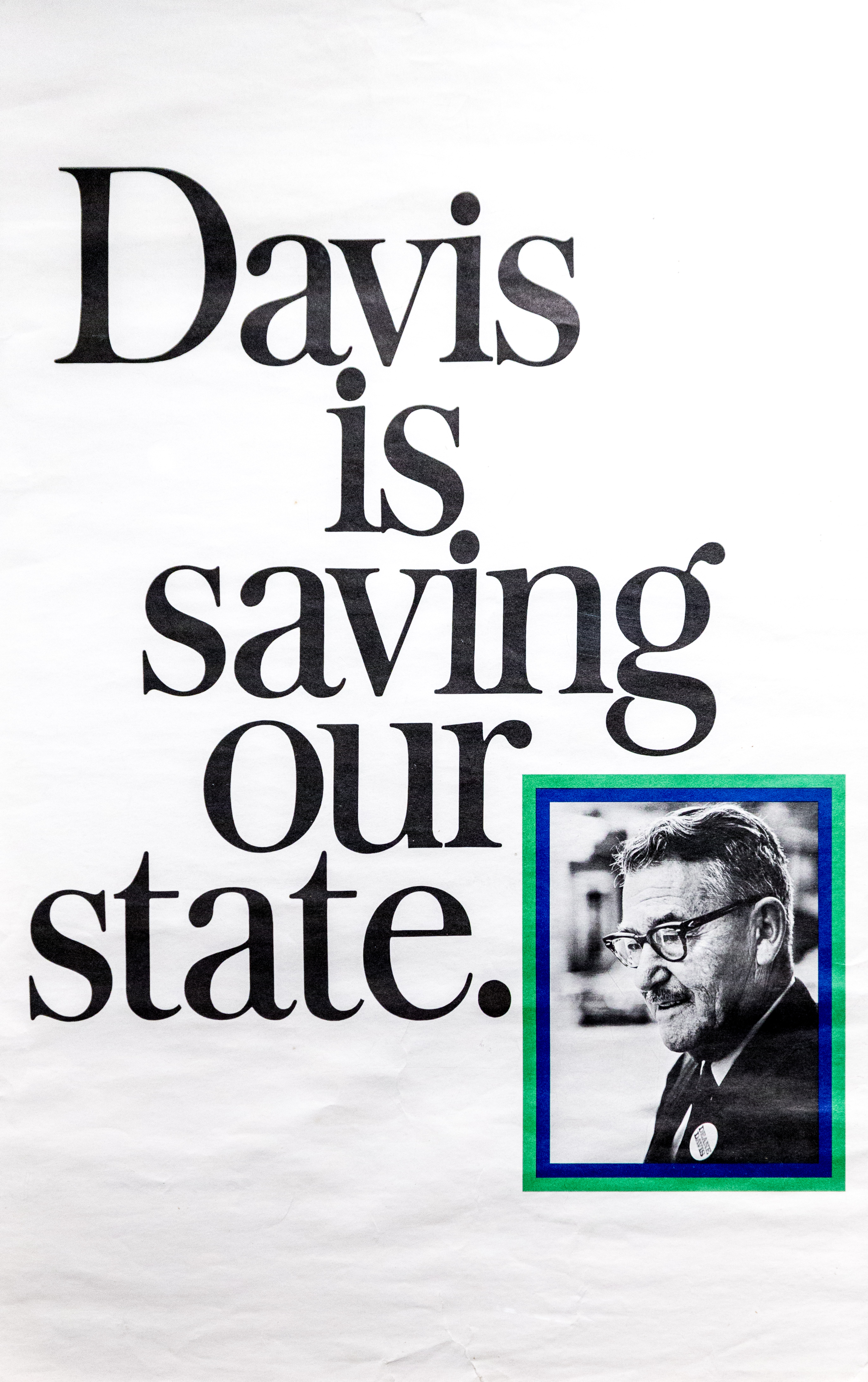
1970年戴维斯连任海报

从1957年到1959年，戴维斯担任“小胡佛委员会”委员会主席，该委员会负责审查州政府的组织和职能，并向佛蒙特州议会提出了现代化和改革建议。在1968年，戴维斯决定竞选州长，以延续其事业。与以往成功当选的共和党州长候选人相比，戴维斯的竞选具有一定的独特性，主要体现在其年龄较大以及未经历“学徒期”。在戴维斯之前，共和党在州级公职上已掌控超过一百年，通常通过担任佛蒙特州参众两院的领导职务或副州长等较低级别的州公职来培养州长候选人。在共和党初选中，戴维斯成功击败了司法部长詹姆斯·L·奥克斯，而在随后的大选中，他又战胜了副州长约翰·J·戴利。
戴维斯于1970年竞选连任，并在共和党初选中击败了副州长托马斯·L·海斯。在随后的大选中，戴维斯战胜了民主党籍佛蒙特州参议员小利奥·奥布莱恩。戴维斯在1969年至1973年间担任州长。在其任内因设立州销售税以帮助平衡州预算而广受关注。此外戴维斯还监督了1970年第250号法案的颁布，该法案旨在促进有计划的房地产销售和开发，同时保护该州的环境、社区生活及其美学特征。

## 作家生涯
在退休之后，他撰写了三部著作，分别是1980年的《山中的正义》、1982年的《只不过是真相》以及1991年的《迪恩·C·戴维斯：自传》。

## 逝世及葬礼
戴维斯于1990年12月8日在佛蒙特州柏林逝世，随后安葬于巴里的埃尔姆伍德公墓。

## 家庭
1924年，戴维斯与科琳·伊斯门（1901–1951）结婚。他们育有三名子女，分别是迪恩（1925–1929）、玛丽安（1927–2014）和托马斯（1931–2017）。1952年，戴维斯与玛乔丽·菲利斯·史密斯·康泽尔曼（1904–2003）结婚。

## 遗产
1957年，戴维斯获得了佛蒙特大学授予的荣誉法学博士学位。迪恩·C·戴维斯杰出企业奖每年授予佛蒙特州不仅具备持续增长的卓越业绩，同时对佛蒙特州独特之处有着敏锐的认识的企业。该奖项由《佛蒙特商业杂志》与佛蒙特州商会共同主办。
戴维斯是一位著名的骑手，也是摩根马品种的倡导者，曾担任摩根马俱乐部的会长。佛蒙特州摩根马协会为纪念他设立了迪恩·C·戴维斯纪念奖。该奖项每年颁发给一位长期致力于推广摩根马的个人，尽管其贡献可能在很长一段时间内未被广泛认可。
戴维斯的部分文献收藏属于佛蒙特大学的特别收藏，而另一部分迪恩·C·戴维斯的文献则归属于佛蒙特历史学会的巴里历史收藏。

## 著作
- . New England Press. 1980. ISBN 0-933050-05-4.
- . New England Press. 1982. ISBN 0-933050-14-3.
- . New England Press. 1990. ISBN 0-933050-91-7.